# Léon Thiessé
Léon Thiessé, född den 9 september 1793 i Rouen, död den 23 april 1854 i Paris, var en  fransk journalist, historiker och skriftställare.

### Utgåvor
- Œuvres de Henri Estienne, Paris, 1851, 5 vol.
- Œuvres de Voltaire, Paris, 1829, 75 vol.